# Конор Бенн
Конор Найджел Бенн – британський боксер професіонал , син легенди британського боксу Найджела Бенна. Виступає в напівсередній та середній ваговій категорії.